# ポンツーン
ポンツーン、ポントゥーン、ポントンは、以下の構造物の名を指す多義的な語。

## 水上構造物
- はしけ - 底が平らな船。箱船。平底舟（平底ボート）。
  - 上記のような船舶・浮遊物を用いた構造物。
    - 古語[いつ?]で、廃船を兵舎や牢獄（監獄船）などとして使用したもの。
    - 浮桟橋。
    - 舟橋。ポントン橋とも。特に軍橋として架橋されたものおよび、それを構成する橋脚船の呼び名。工兵#建設工兵の任務も参照。
- 上記に転じて、人工の浮島。特に日本ではスクーバダイビング場のエントリー施設として設置されたものの名称。
- 水上での浮力を持つ各種の道具または設備。
  - 船舶の浮力部品であるアウトリガーの別名。転じて、インフレータブルボートの別名。
  - 水上飛行機の部品であるフロートの別名。 ⇒ 水上機#フロート水上機
  - フローティングドックの別名。

### 水上構造物としてのポンツーンの例

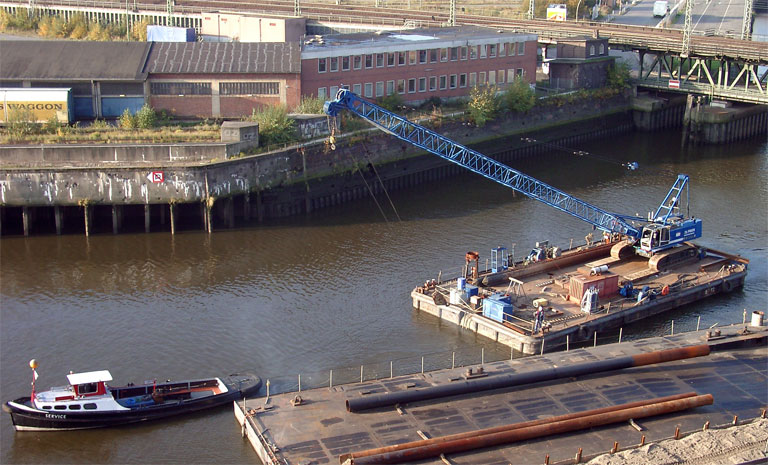
ハンブルク港の平底舟
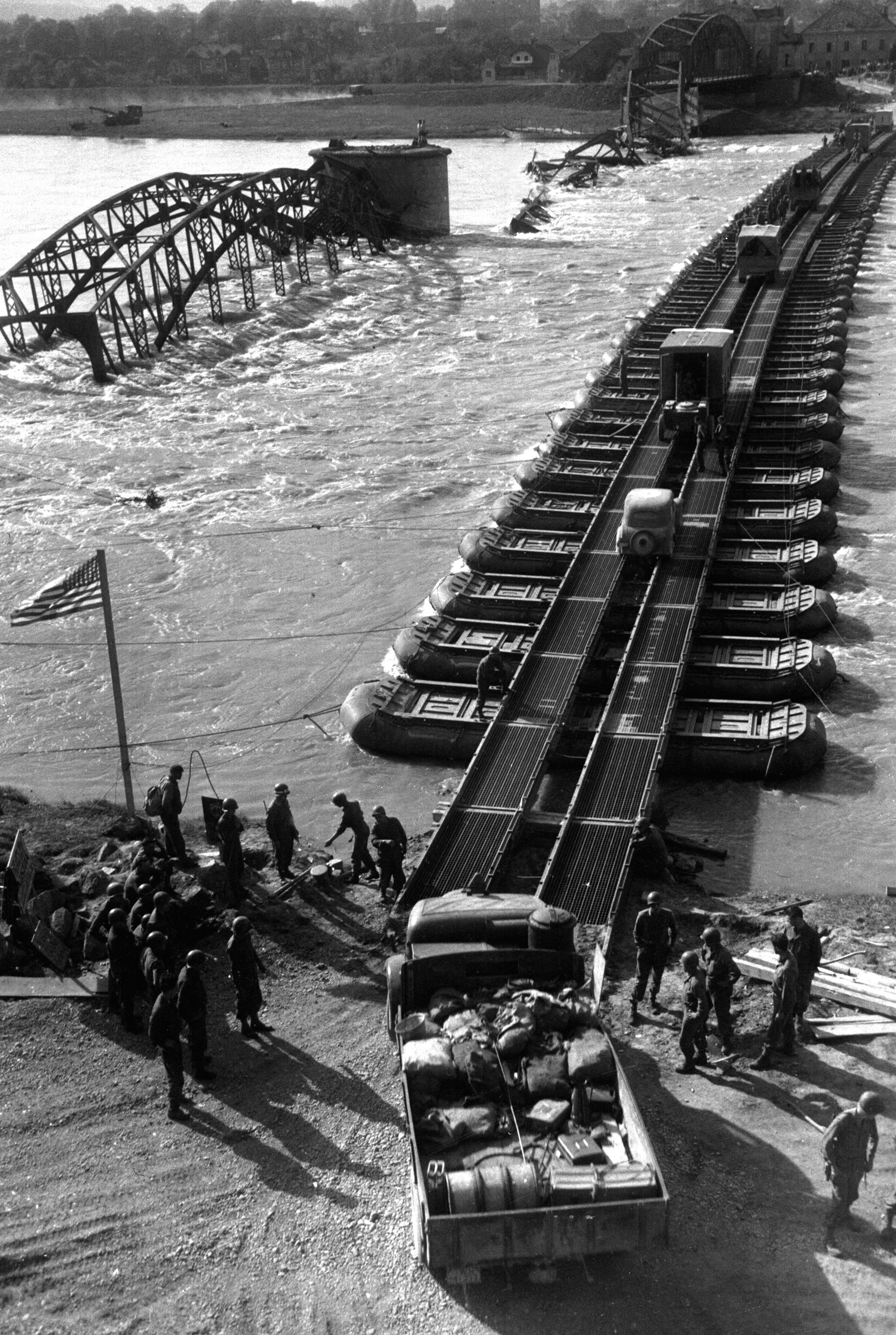
オーストリアとドイツを結ぶ軍橋（1945年5月11日）[注釈 1]
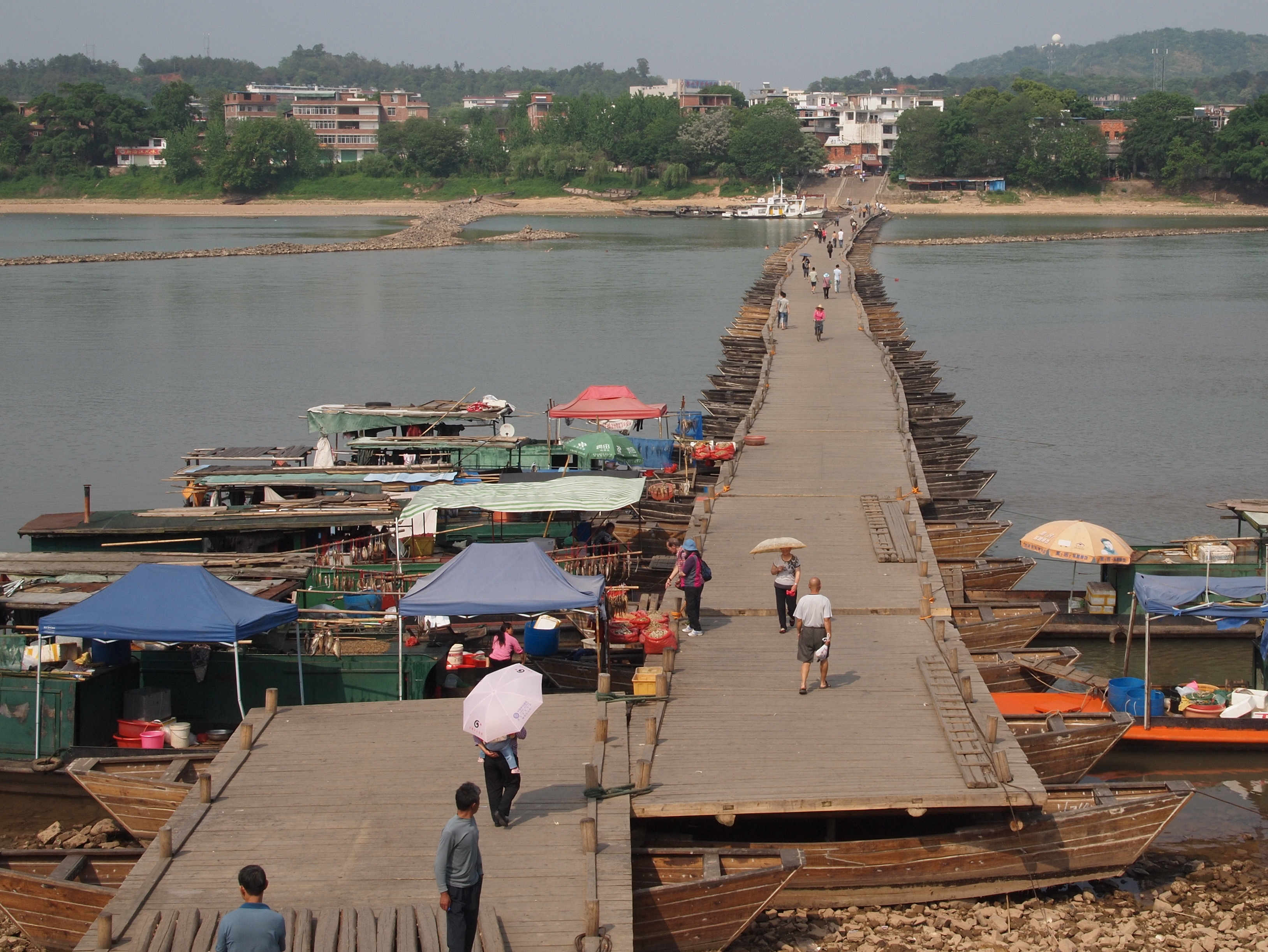
中国、贛州市の貢水に架かる東津橋
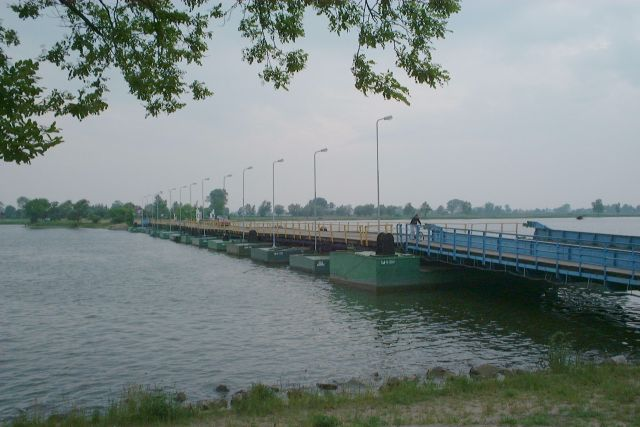
ポーランド、グダニスク湾のヴィスワ川河口にかかるポントン橋
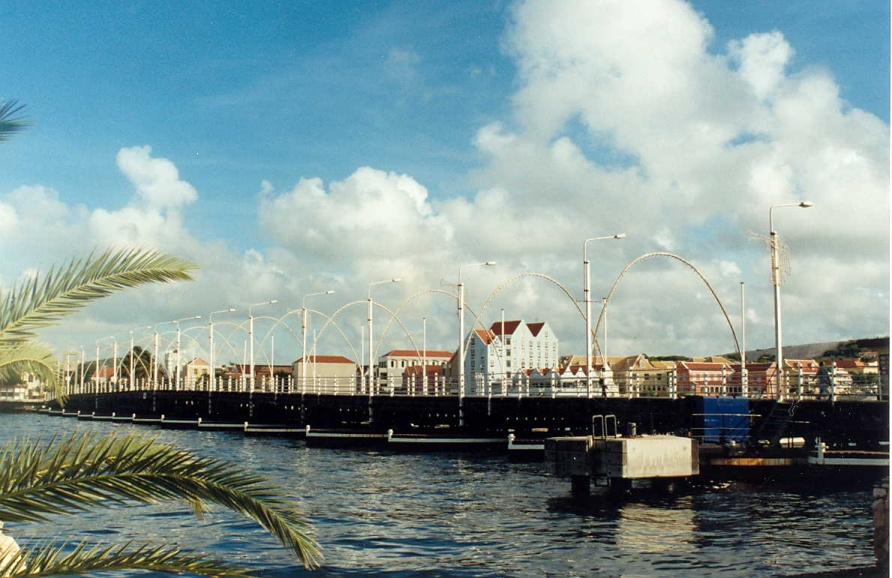
キュラソーのポントン浮橋

## 自動車

### 乗用車のデザイン
自家用自動車のデザイン思想におけるポンツーンには、対象とする部品別に主に2種があるが、ポントンと呼ぶ場合は主に前者を、ポンツーンと呼ぶ場合は主に後者を指す。

#### ドイツ発祥

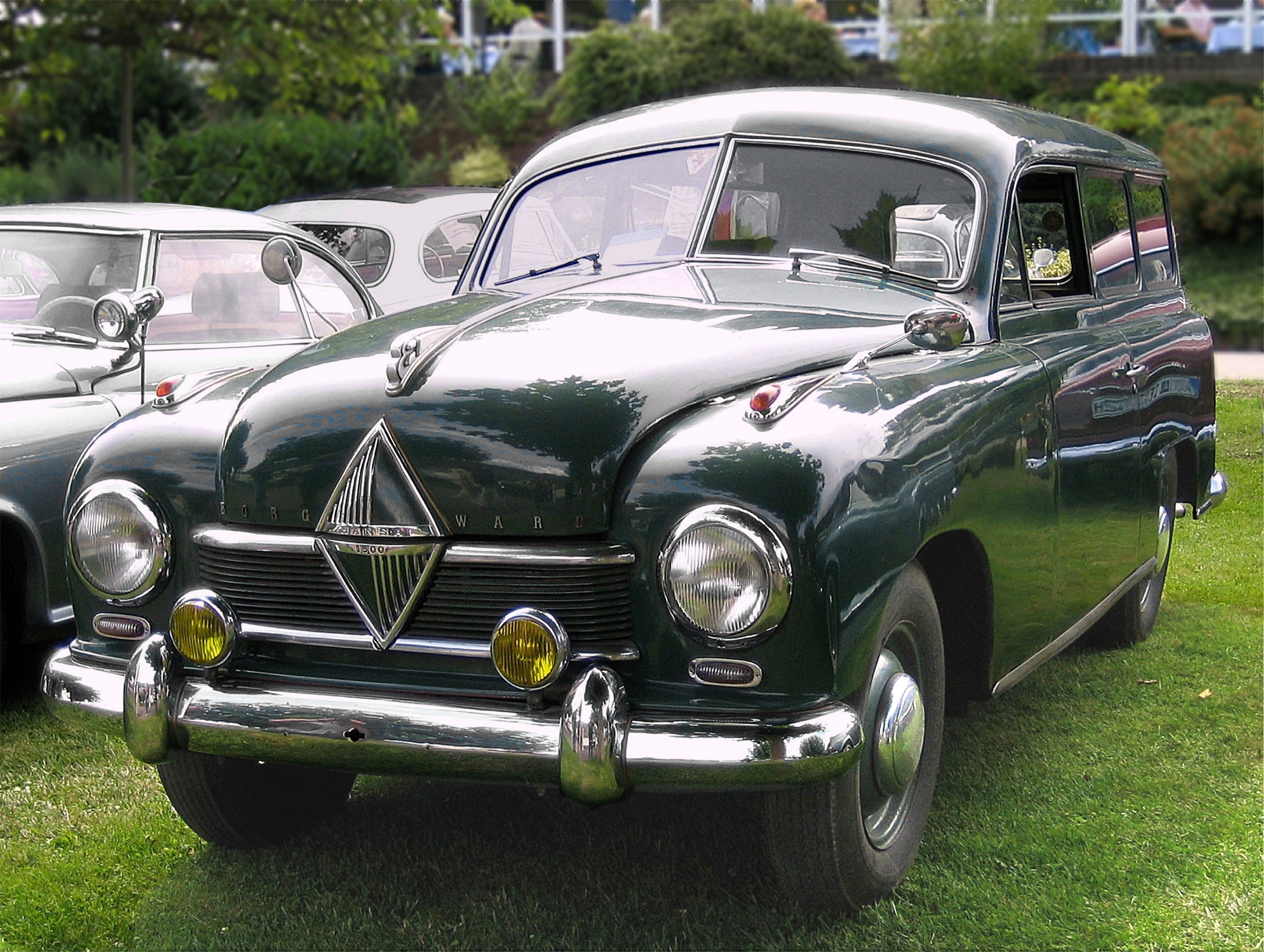
ボルクヴァルド・ハンザ 1500 コンビ（ステーションワゴン：これは1952年モデル）

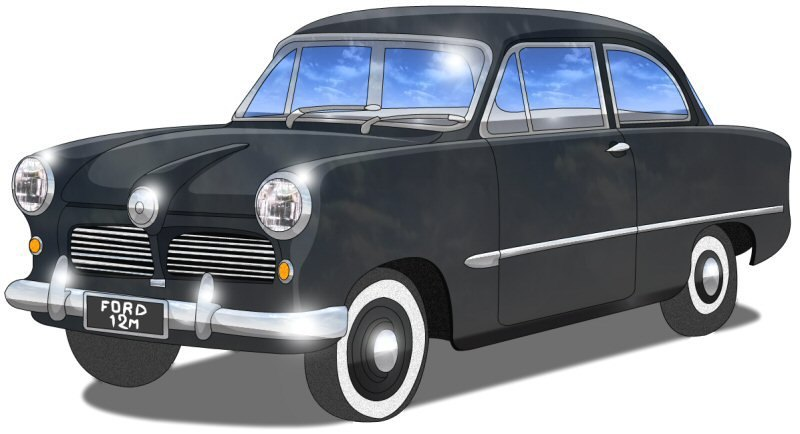
フォード・タウナス 12 M (G13) (1952年モデル)

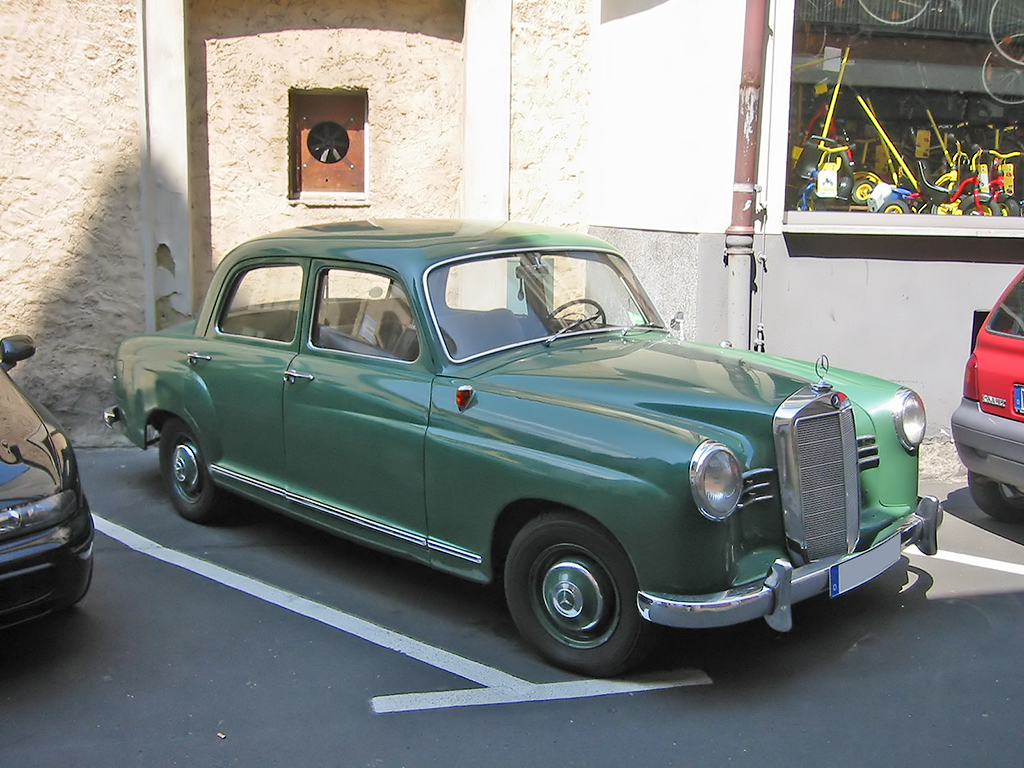
メルセデス180a - W120 (1957年-1959年)

ドイツの自動車産業に由来するポンツーンボディまたはドイツ語読みでポントンボディとは、ボディサイドをスムーズな形状にし、前後のフェンダーをボンネットやトランクと一体としたデザインのものを指す。
もとは第二次世界大戦中のドイツで、戦車の無限軌道を防御するためのカバーのデザイン上の名称として使用された語である。このカバーは長い箱状で、箱の上端が車体に取り付けられた。これは戦場で兵士を橋渡しするため臨時に橋をかける際の舟橋に似ていたことから、「ポントン」と呼ばれるようになる。これがのちに自動車用語として使われ、フェンダーがボディとは別パーツとして作られたり、ランニングボードが別付けだったそれ以前の車種に対し、一体形成（フロントフェンダーがリアフェンダーまで長くつづいている）のフェンダー形状にすることによってボディサイドがスムーズな形状となった車種を、車体のショルダーラインから下のすべてを戦車の「ポントン」に見立てて、同様に呼ぶようになったものである。
1949年のボルクヴァルト・ハンザ・1500 (Borgward Hansa 1500) がそのようなデザイン思想を持った最初の車種であり、次いで1952年にドイツ・フォード（カルマン）のフォード・タウヌス（Ford Taunus）Mシリーズ・12Mが発表された。メルセデス・ベンツでも1950年代中期からのモデルがポントンタイプと呼ばれた。日本で「ポントン」といえばこの1950年代中・後期のW120、W121、W128を指す。
ポントンボディでは従来よりも広い室内容積がとれるようになるため、多くの乗用車がポントンボディになっていった（現代の乗用車のほとんどすべてがこのデザイン定義に属する）が、1960年代でもまだそうでないものもあった。ポントンでない代表的なものとしてはフォルクスワーゲンのビートルがある。
後述するデザインを「ポンツーン」とするアメリカ合衆国（米国）では、このようなデザインは区別のためにPontonとつづるか、メルトアウェイ (meltaway）、フル・フェードアウェイ (full fade-away）あるいはラウンドボディと呼ぶ。

#### 米国発祥

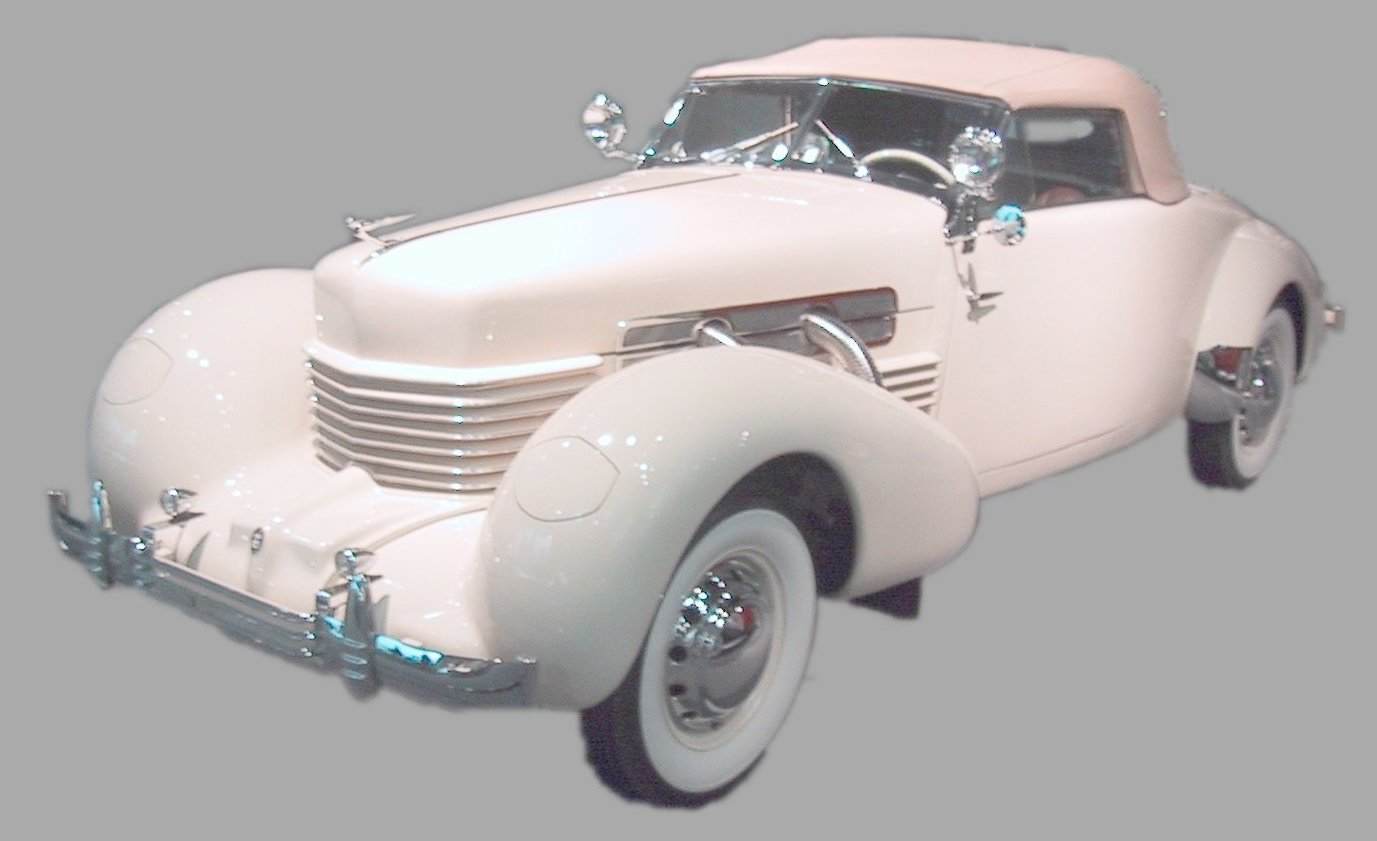
コード812（1937年モデル）

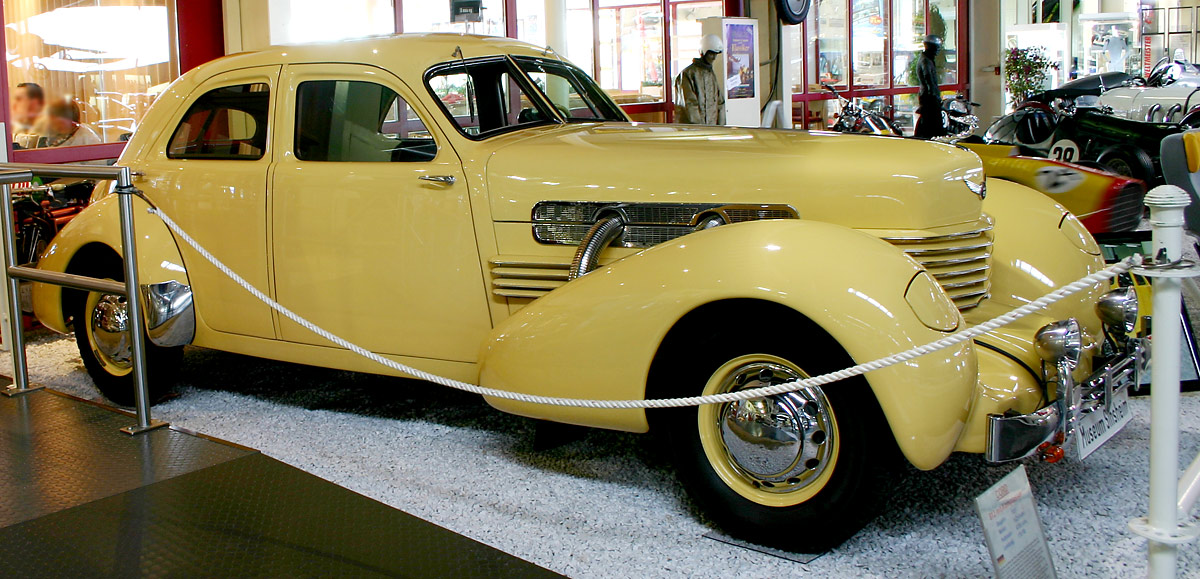
コード812

米国の自動車産業に由来するポンツーンフェンダー、ポントゥーンフェンダー（pontoon fenders）とは、フロントやリアのフェンダーがボディから独立している（浮いている）ようなデザインのものを指す。フェンダーを、前述の水上構造物としてのポンツーンが水面に浮揚している様子に見立てる考え方である。1935年 コード810/812など、1930年代の米国車に多く見られるデザインである。
当時ボンネットとフロントフェンダーは別構造にすることが一般的だったが、このようなデザインの場合では、通常フェンダー後ろ端にあたるティアドロップ部分をランニングボード（ドア下のステップ）とつなげ、一体化していた。810/812にはランニングボード自体がなく、フェンダーはボディから独立した大きなデザインで、非常にエレガントに見えた。これより前、コード社は、オーバーン・ボートテール・スピードスターのフロントおよびリアフェンダーに、すでにこのデザインを取り入れていた。
フランスのカロッセリエでもフィゴーニ・エ・ファラッシなど何社かがこのデザインで高級車を製作していた。

### レーシングカーのデザイン

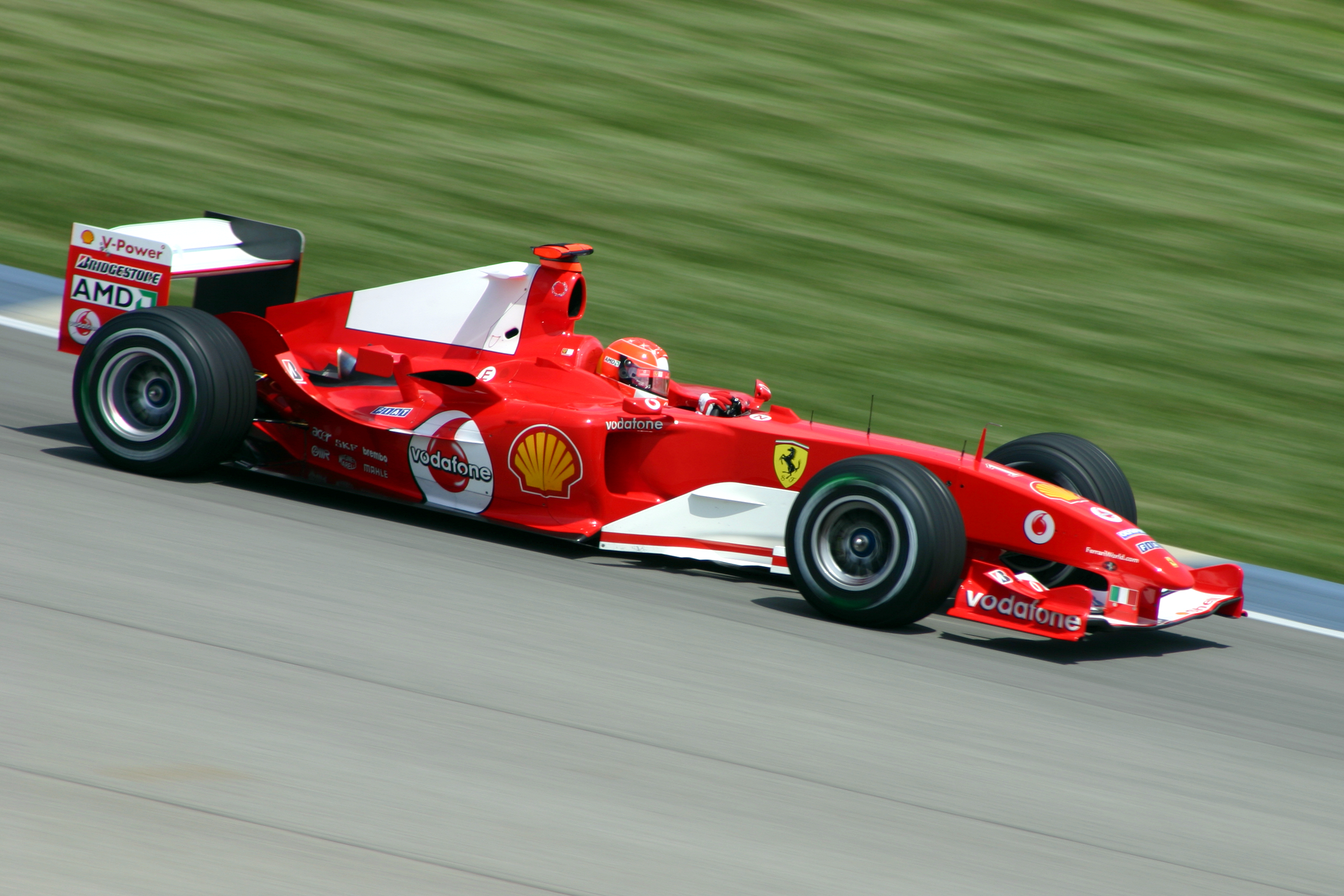
ミハエル・シューマッハの運転するF1レーシングカー (2004 USグランプリ)

F1などのレーシングカーのデザインで用いられるサイドポンツーンの略。後輪前におかれるボディの張り出し部分。サイドポッドともいう。
前部に吸気口があり、内部を通過する気流によってラジエターの熱交換を行う。その他、排気集合管や衝撃吸収構造なども格納しており、エアロダイナミクスを考慮した形状に整形されている。底面は地面効果によりダウンフォースを獲得する上で重要な役割を持つ。